# Nóvaya Tavolzhanka
Nóvaya Tavolzhanka (en ruso: Но́вая Таволжа́нка) es un pueblo (seló) situado en el raión de Shebékino del óblast de Bélgorod en Rusia. Población: 5324 (censo de 2010); 4989 (censo de 2002); 

## Geografía
Nóvaya Tavolzhanka está situada 10 kilómetros por carretera al noreste de Shebékino (la capital del raión homónimo). Arjánguelskoye es la localidad rural más cercana.

## Historia
El 16 de diciembre de 2022, el pueblo fue atacado, aparentemente por Ucrania, durante la invasión del país por parte de Rusia. Uno de los proyectiles cayó en el sótano de la escuela, pero, según el gobernador del óblast de Bélgorod, Viacheslav Gladkov, no hubo heridos ni muertos. El 19 y 20 de febrero de 2023, los repetidos bombardeos del pueblo provocaron la muerte de dos personas (una mujer y una niña de 12 años).
El 5 de junio, en el curso del ataque ucraniano contra el óblast de Bélgorod, el Cuerpo de Voluntarios Rusos (RDK) anunció, a través de un vídeo en su cuenta de Telegram, que habían tomado el control de la pequeña localidad de Nóvaya Tavolzhanka, situada muy cerca de la frontera con Ucrania, «Nóvaya Tavolzhanka sigue sin interesar a las autoridades regionales ni federales. El único poder en este pueblo abandonado es el RDK». La localidad tenía, antes de la guerra, una población de 5000 habitantes, pero que la mayor parte habían sido evacuados por las autoridades rusas debido a los constantes ataques de artillería ucraniana y a las incursiones de grupos proucranianos. El gobernador Gladkov admitió que las unidades militares rusas no han podido ingresar en la localidad debido a los fuertes bombardeos ucranianos y que unas 100 personas permanecen atrapadas en la aldea.
El 6 de junio varias fuentes rusas publicaron varios vídeos en diferentes cuentas de Telegram donde se puede ver soldados rusos que afirman que han expulsado al Cuerpo de Voluntarios Rusos (RDK) y la Legión Libertad de Rusia (LSR) del asentamiento fronterizo de Nóvaya Tavolzhanka.

## Administración
La localidad fue el centro administrativo de su propio asentamiento rural del 20 de diciembre de 2004 al 19 de abril de 2018. Dicho asentamiento rural incluía cuatro pedanías: los pueblos (siola) de Arjánguelskoye, Nejotéyevka y Koróvino y el posiólok de Shámino. En 2018 se fusionaron todos los asentamientos rurales del raión de Shebékino con el ayuntamiento urbano de la propia ciudad de Shebékino, por lo que toda el área pasó a compartir un único autogobierno local bajo la forma jurídica de ókrug urbano. Debido a ello, el territorio del asentamiento rural de Nóvaya Tavolzhanka se conserva únicamente a efectos de desconcentración administrativa.

## Nativos notables
- Iván Pavlovich Serikov (27 de julio de 1916-5 de marzo de 1958), fue comandante del 1.er Batallón del 358.º Regimiento de Fusileros de la 136.º División de Fusileros del 70.º Ejército del Segundo Frente Bielorruso durante la Segunda Guerra Mundial donde alcanzó el rango de capitán, además fue galardonado con el título de Héroe de la Unión Soviética.[11]